# Officine Grandi Riparazioni di Verona Porta Vescovo

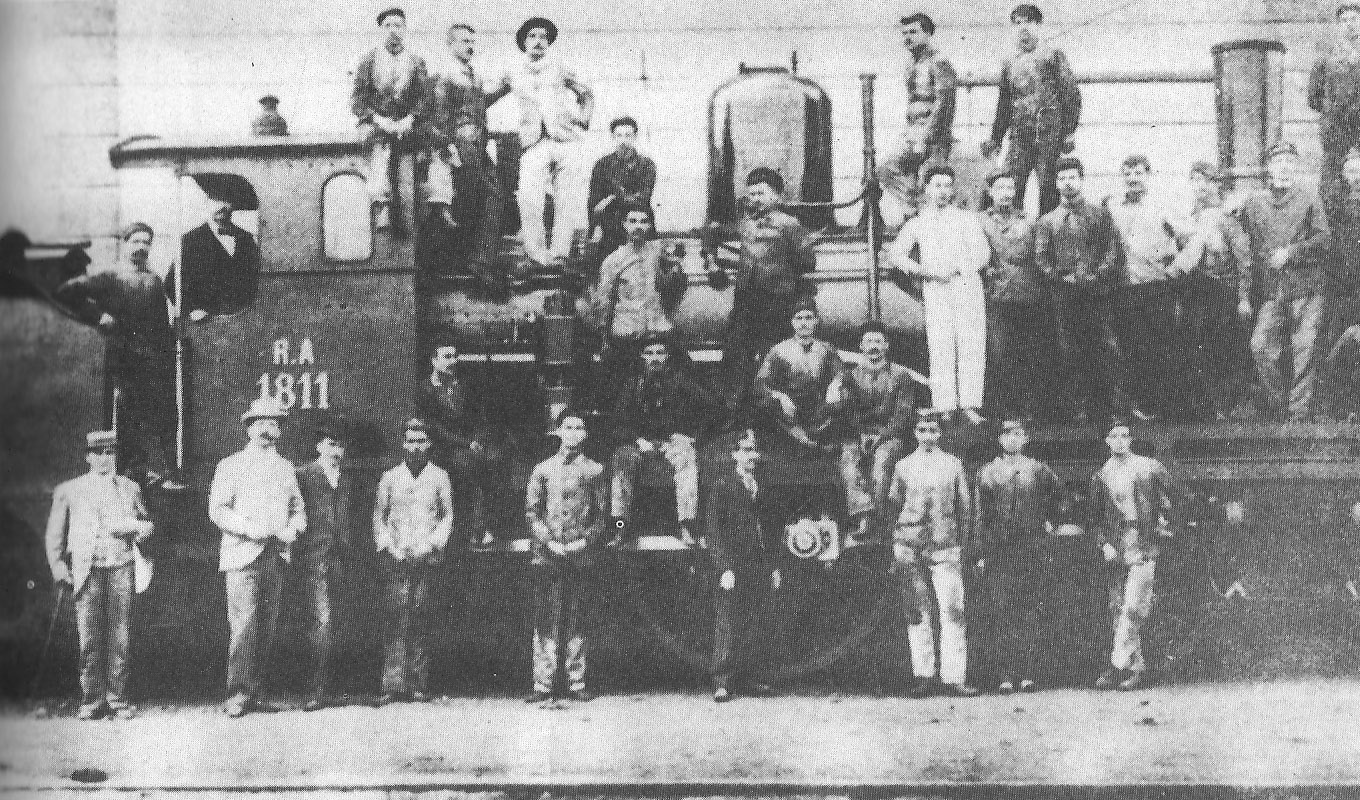
Le officine ferroviarie veronesi presso la stazione di Verona Porta Vescovo.

Le Officine Grandi Riparazioni di Verona Porta Vescovo sono uno stabilimento industriale istituito nel 1847 dalla Società della Lombardia e dell'Italia Centrale. Passato poi alle Strade Ferrate dell'Alta Italia, quindi alla Rete Adriatica e, nel 1905, alle Ferrovie dello Stato (FS), ha eseguito ed esegue la grande manutenzione delle locomotive.

## Storia
L'Officina per gli usi della strada ferrata fu istituita nel 1847 su progetto dell'ingegner Luigi Negrelli. Inserita nel nodo ferroviario di Verona Porta Vescovo, si specializzò rapidamente nella costruzione delle locomotive a vapore, attività a cui aggiunse quella della riparazione delle locomotive e anche dei carri merci e delle carrozze viaggiatori. Dal 1880 fu quindi specializzata nella grande manutenzione delle locomotive a vapore.
Con l'istituzione delle FS, nel 1905, assunse la denominazione di "Officina del Materiale", mantenendo la specializzazione produttiva, e tra il 1905 e il 1910 fu riorganizzata secondo criteri di maggior efficienza. Nel periodo interbellico fu ulteriormente sviluppata arrivando a eseguire, nel 1930, una grande riparazione della locomotiva FS 688.027 in soli undici giorni. Distrutta durante la seconda guerra mondiale, nel dopoguerra fu ricostruita con criteri moderni e infine rimase, con le Officine di Pietrarsa, l'ultima officina in grado di eseguire la grande manutenzione delle locomotive a vapore. Cessò quest'attività nel 1976 con la consegna delle locomotiva FS 740.287.
Tra gli ultimi lavori significativi sulle locomotive a vapore va citata la trasformazione di 35 locomotive del gruppo 625 e di 81 locomotive del gruppo 740 con l'applicazione dei preriscaldatori Franco-Crosti (esse originarono i gruppi 623 e 741).
Già dall'immediato dopoguerra, anche in previsione della necessità di una riconversione industriale dovuta alla fine della trazione a vapore in Italia, all'Officina furono affidati altri lavori come la costruzione di carri merce dei tipi F, Hgf, L, la costruzione a nuovo delle locomotive elettriche FS E.321 ed E.322, e la trasformazione delle locomotive Diesel-elettriche FS Ne 120 in D.143. Dal 1968 esegue quelle di locomotive elettriche.